# 秦文君
秦文君（1954年—），女，上海人，中国儿童文学作家，中国作家协会会员，现任上海作家协会副会长。

## 生平
1954年出生于上海。她的处女作是1981年出版的小说《闪亮的萤火虫》。 1984年毕业于华东师范大学语言文学系，后任上海少年儿童出版社编辑、中国福利会出版社总编辑。她的小说被改编为电影和电视剧，并被翻译成英语，荷兰语，日语，韩语等。

## 著作
秦文君至今已出版文学作品50余部，超600万字。代表作包括《男生賈里》系列、《女生賈梅》系列、《小鬼鲁智胜》、《紅色書包》等，部分作品被列入小学教材。

## 奖项和荣誉
- 2017年获得2018年度汉斯·克里斯蒂安·安徒生奖提名[5]
- 2016年《我的石头心爸爸》荣获陈伯吹儿童文学奖年度图书（文字）奖[6]
- 2002年入围汉斯·克里斯蒂安·安徒生奖
- 1999年入围Astrid Lindgren纪念奖
- 1998年《四弟的绿庄园》荣获冰心儿童文学奖
- 1997年《男生贾里》 荣获全国优秀儿童文学奖一等奖
- 1997年《男生贾里》 荣获中国作家协会儿童文学奖
- 1997年《男生贾里》荣获上海市第三届文学艺术奖
- 1997年《宝贝当家》获全国五个一工程奖
- 1996年获得Premio Mondello特别奖
- 1996年《家有小丑》获台湾九歌儿童文学奖
- 1995年《秦文君中篇儿童小说选》获台湾杨唤儿童文学奖